# La laguna
La laguna (The Lagoon) è un racconto dello scrittore di lingua inglese Joseph Conrad scritto nel 1896, pubblicato per la prima volta in una rivista nel 1897 e in volume nel 1898.

## Trama
Un uomo bianco sta viaggiando in battello in una foresta pluviale malese; al calar del sole decide di trascorrere la notte nella capanna sulla laguna di Arsat, un malese suo amico da lunga data. L'uomo trova Arsat accanto alla moglie Diamelen, agonizzante. Il malese racconta all'occidentale (a cui si rivolge come "Tuan", Signore) la sua storia. Arsat e suo fratello, di cui non viene detto il nome, erano due nobili malesi al servizio del Rajah. Arsat si innamorò di Diamelen, concubina del Sovrano, e con l'aiuto del proprio fratello la rapì. I tre fuggirono di notte in canoa. Il giorno successivo si fermarono sulla spiaggia di una piccola baia per riposare, ma scorsero una grande imbarcazione con numerosi uomini, evidentemente uomini del Rajah al loro inseguimento. Il fratello disse ad Arsat di fuggire con una barca, posta nelle vicinanze, mentre lui avrebbe tenuto a bada gli uomini del Rajah. Arsat fuggì in barca con Diamelen e non tornò indietro ad aiutare il fratello neanche quando questi, sul punto di essere sopraffatto dai soldati del Rajah, lo chiamò ad alta voce. Diamelen, la donna per la quale Arsat sacrificò suo fratello, muore. Arsat dice al "Tuan" che ha intenzione di tornare alla terra natale per vendicare il fratello. Quando il "Tuan" lascia «la laguna per entrare nell'insenatura alzò lo sguardo. Arsat non si era mosso. Restava in piedi solitario sotto i raggi indagatori del sole; e guardava oltre la grande luce di un giorno senza nuvole dentro il buio di un mondo di illusioni».

## Storia
La laguna fu scritto da Conrad nel 1896 e fu pubblicato sul numero di gennaio 1897 della rivista The Cornhill Magazine. Il racconto fu pubblicato infine in volume nel 1898 nella raccolta Tales of Unrest, tradotta in italiano come "Racconti inquieti o Racconti dell'inquietudine. Più tardi Conrad precisò che La laguna era cronologicamente il primo racconto della raccolta, scritto contemporaneamente a La follia di Almayer e Un reietto delle isole, due romanzi ambientati anch'essi in Malesia. La prima edizione in lingua italiana dei Racconti inquieti, nella traduzione di Charis Cortese De Bosis, è del 1930.

## Edizioni
- (EN) Joseph Conrad, The Lagoon, in The Cornhill Magazine, 75 (new series, vol. XXVIII), London, George Murray Smith, January 1897,  pp. 59-71.
- (EN) The Lagoon, in Tales of Unrest, 1ª ed., London, Unwin, 1898..
- La laguna, in Racconti inquieti, traduzione di Charis Cortese De Bosis, Milano, Alpes, 1930.
- La laguna, in Racconti inquieti, collana GUM. N.S n. 153, traduzione di Renato Prinzhofer, introduzione di Mario Curreli con una nota dell'Autore, Milano, Mursia, 1990, ISBN 88-425-0539-0.
- La laguna, in Romanzi e racconti d'avventura, di terra e di mare, collana Grandi Tascabili Economici Newton ; 146, traduzione di Flaminio Di Biagi, introduzione di Bruno Traversetti, Roma, Newton, 1992,  pp. 63-75.
- La laguna, in Racconti dell'inquietudine, traduzione di Maura Maioli, a cura di Maura Maioli, Rimini, Guaraldi, 1996, ISBN 88-8049-087-7.
- Laguna, traduzione di Riccardo Duranti, Forlì, Carta Canta, 2016, ISBN 978-88-96629-80-2.